# Йоргос Кіріазіс
Йоргос Кіріазіс (грец. Γεώργιος Κυριαζής, нар. 28 лютого 1980, Салоніки) — грецький футболіст, що грав на позиції захисника. По завершенні ігрової кар'єри — тренер.
Виступав, зокрема, за клуб «Іракліс», а також молодіжну збірну Греції.

## Клубна кар'єра
У дорослому футболі дебютував 1996 року виступами за команду «Іракліс», в якій провів сім сезонів, взявши участь у 134 матчах чемпіонату.
2003 року відправився на правах оренди до італійської «Катанії», а згодом також у цій країні грав за «Ареццо», «Трієстину» та «Салернітану».
Сезон 2010/11 Кіріазіс провів в «Іраклісі», а з 2012 року виступав у північноамериканській лізі USL Pro за клуб «Рочестер Рінос».

## Виступи за збірну
Протягом 2000—2002 років залучався до складу молодіжної збірної Греції, з якою був учасником молодіжного чемпіонату Європи 2002 року у Швейцарії, на якому греки не подолали груповий етап. Всього на молодіжному рівні зіграв у 38 офіційних матчах, забив 9 голів.

## Кар'єра тренера
По завершенні кар'єри гравця залишився у структурі клубу «Рочестер Рінос», де працював асистентом головного тренера з 2015 по 2018 рік.
З 2020 року очолив жіночу збірну Греції, де працював до 2023 року.